# Kazachse voetbalbeker 2005
2005 was het veertiende seizoen van de Beker van Kazachstan. De 41 deelnemende ploegen streden van 15 april t/m 11 november in een knock-outsysteem. De kwart- en halve finales bestonden uit een heen- en een terugwedstrijd.

## Voorronde
De wedstrijden werden gespeeld op 15, 17 & 18 april 2005.
| Thuisclub                  | Uitslag | Uitclub                     |
| -------------------------- | ------- | --------------------------- |
| Ayat FK Rudnıy             | 0-1     | Batır FK Ekibastuz          |
| Bolat CSKA FK Temirtaw 1   | 0-3     | Semey FK                    |
| Cesna FK Almatı            | 10-1    | Jastar FK Oral              |
| Ertis-2 FK Pavlodar        | 4-0     | Asbest FK Jitiqara          |
| Ordabası-2 FK Şımkent      | 2-1     | Jetisu-2 FK Taldıqorğan     |
| Qaysar FK Qızılorda        | 6-0     | Kaspïy FK Aqtaw             |
| Şaxter-Yunost FK Qarağandı | 3-1     | Xïmïk FK Stepnogor          |
| Vostok-2 FK Öskemen        | 2-0     | Semey-2 FK                  |
| Yassı FK Sayram            | 1-2     | Jeleznodorojnïk FK Almatı   |
| vrijgeloot                 |         | Almatı FK                   |
| vrijgeloot                 |         | Aqtöbe FK                   |
| vrijgeloot                 |         | Aqtöbe-Jas FK               |
| vrijgeloot                 |         | Atıraw FK                   |
| vrijgeloot                 |         | Bolat-MSK FK Temirtaw       |
| vrijgeloot                 |         | Ekibastuzec Ekibastuz FK    |
| vrijgeloot                 |         | Energetïk FK Pavlodar       |
| vrijgeloot                 |         | Ertis FK Pavlodar           |
| vrijgeloot                 |         | Eurasïya FK Astana          |
| vrijgeloot                 |         | Gornyak FK Xromtaw          |
| vrijgeloot                 |         | Esil-Bogatır FK Petropavl   |
| vrijgeloot                 |         | Esil-Bogatır-2 FK Petropavl |
| vrijgeloot                 |         | Jambıl FK Taraz             |
| vrijgeloot                 |         | Jenïs FK Astana             |
| vrijgeloot                 |         | Jetisu FK Taldıqorğan       |
| vrijgeloot                 |         | Munayşı FK Atıraw           |
| vrijgeloot                 |         | Oqjetpes FK Kökşetaw        |
| vrijgeloot                 |         | Ordabası FK Şımkent         |
| vrijgeloot                 |         | Qayrat-Almatı QTJ           |
| vrijgeloot                 |         | Şaxter FK Qarağandı         |
| vrijgeloot                 |         | Taraz FK                    |
| vrijgeloot                 |         | Tobıl FK Qostanay           |
| vrijgeloot                 |         | Vostok FK Öskemen           |

1 Bolat CSKA FK Temirtaw is het tweede elftal van Bolat-MSK FK Temirtaw.

## Eerste ronde
De wedstrijden werden gespeeld op 26 april 2005.
| Thuisclub                   | Uitslag        | Uitclub                   |
| --------------------------- | -------------- | ------------------------- |
| Aqtöbe-Jas FK               | 0-1            | Almatı FK                 |
| Batır FK Ekibastuz          | 2-2 (5-6 n.s.) | Oqjetpes FK Kökşetaw      |
| Cesna FK Almatı             | 0-4            | Jenïs FK Astana           |
| Ertis-2 FK Pavlodar         | 0-3            | Ordabası FK Şımkent       |
| Esil-Bogatır-2 FK Petropavl | 1-3            | Tobıl FK Qostanay         |
| Eurasïya FK Astana          | 1-6            | Ertis FK Pavlodar         |
| Gornyak FK Xromtaw          | 1-2            | Jetisu FK Taldıqorğan     |
| Jambıl FK Taraz             | 0-6            | Atıraw FK                 |
| Jeleznodorojnïk FK Almatı   | 1-3            | Vostok FK Öskemen         |
| Munayşı FK Atıraw           | 1-5            | Şaxter FK Qarağandı       |
| Ordabası-2 FK Şımkent       | 0-8            | Aqtöbe FK                 |
| Qaysar FK Qızılorda         | 2-0            | Ekibastuzec Ekibastuz FK  |
| Semey FK                    | 2-3 n.v.       | Esil-Bogatır FK Petropavl |
| Şaxter-Yunost FK Qarağandı  | 0-1            | Bolat-MSK FK Temirtaw     |
| Taraz FK                    | 6-2            | Energetïk FK Pavlodar     |
| Vostok-2 FK Öskemen         | 0-8            | Qayrat-Almatı QTJ         |

## Achtste finale
De wedstrijden werden gespeeld op 3 mei 2005.
| Thuisclub                 | Uitslag  | Uitclub               |
| ------------------------- | -------- | --------------------- |
| Ertis FK Pavlodar         | 0-1      | Taraz FK              |
| Esil-Bogatır FK Petropavl | 1-0 n.v. | Aqtöbe FK             |
| Jenïs FK Astana           | 3-0      | Bolat-MSK FK Temirtaw |
| Jetisu FK Taldıqorğan     | 2-1      | Şaxter FK Qarağandı   |
| Ordabası FK Şımkent       | 3-0      | Almatı FK             |
| Qayrat-Almatı QTJ         | 1-0      | Oqjetpes FK Kökşetaw  |
| Qaysar FK Qızılorda       | 0-1      | Atıraw FK             |
| Vostok FK Öskemen         | 1-0      | Tobıl FK Qostanay     |

## Kwartfinale
De wedstrijden werden gespeeld op 17 mei & 21 juni 2005.
| Thuisclub                 | Uitslag | Uitslag  | Uitclub               |
| ------------------------- | ------- | -------- | --------------------- |
| Atıraw FK                 | 1-0     | 1-1      | Vostok FK Öskemen     |
| Ordabası FK Şımkent       | 0-2     | 0-1      | Qayrat-Almatı QTJ     |
| Esil-Bogatır FK Petropavl | 1-0     | 0-2 n.v. | Jenïs FK Astana       |
| Taraz FK                  | 1-1     | 3-2      | Jetisu FK Taldıqorğan |

## Halve finale
De wedstrijden werden gespeeld op 6 juli & 3 augustus 2005.
| Thuisclub       | Uitslag | Uitslag | Uitclub           |
| --------------- | ------- | ------- | ----------------- |
| Jenïs FK Astana | 2-2     | 2-0     | Atıraw FK         |
| Taraz FK        | 1-2     | 1-2     | Qayrat-Almatı QTJ |

## Finale
|                  |                                          |            |                   |                                                                                                 |
| 11 november 2005 | Jenïs FK Astana                          | 2 - 1 n.v. | Qayrat-Almatı QTJ | Qajımuqan Muñaytpasov Stadïon, Şımkent Toeschouwers: 8.000 Scheidsrechter: Xolmatov (Qızılorda) |
| 11 november 2005 | Beganskïy 19' Nilton Pereira Mendes 116' | KFF        | Lucu 25'          | Qajımuqan Muñaytpasov Stadïon, Şımkent Toeschouwers: 8.000 Scheidsrechter: Xolmatov (Qızılorda) |